# 3754 Kathleen
A 3754 Kathleen (ideiglenes jelöléssel 1931 FM) a Naprendszer kisbolygóövében található aszteroida. Clyde Tombaugh fedezte fel 1931. március 16-án.